# Солнечни (Красноярски край)
Солнечни (на руски: Солнечный) е селище от градски тип със статут на затворен град в Красноярски край, Русия. Разположено е непосредствено южно от град Ужур. Към 2016 г. има население от 10 037 души.

## История
Селището е основано през 1965 г. като военно градче, приютяващо ракетни войски. По съветско време е известен като Ужур-4.

## Население
| 2002   | 2009   | 2010   | 2012   | 2014 | 2015 | 2016   |
| ------ | ------ | ------ | ------ | ---- | ---- | ------ |
| 10 809 | 10 338 | 10 384 | 10 203 | 9850 | 9958 | 10 037 |